# 이치피디아
이치피디아 (ICHPEDIA)는 한국의 무형문화유산에 관한 정보를 웹기반 백과사전으로 만들어가는 문화운동이다. ICHPEDIA라는 이름은 ICH (Intangible Cultural Heritage)와 PEDIA (encyclopedia)를 결합해서 만들었고, 번역하면 무형문화유산 백과사전이라는 뜻이다.
이치피디아 사업은 "국가가 지정한 문화재에 초점이 맞추어져서 지정을 받지 못한 무형문화유산이 배제되는 현실적 문제점을 보완하기 위하여 시작되었다." 이 사업은 "무형문화유산에 대한 인식 전환을 유도해서 그 범위를 확장하고자 했으며, 무형문화유산 관련 정보 내지 지식을 관련 연구자만의 전유물이 아닌 일반 사람들과 공유하고자 한다".

## 특징
ICHPEDIA 시스템은 문화재청이 기획하고 전북대학교 무형문화연구소가 개발하였다.무형유산 관련 지식을 축척하기 위해서 집단지성을 이용하였고 위키백과식 지식공동체를 만들어가는 것을 목적으로 한다. 2010년 9월부터 시작된 이 프로젝트는 2013년 4월 기준으로 30,000여 항목의 무형유산 관련 지식이 수집되었다. 30여명의 전문연구자와 학생들이 참여해서 자료를 수집하고 있지만, 누구라도 무형문화유산에 관한 정보를 올릴 수 있으며, 편집도 가능하다.

## 정책
무형문화유산의 개념과 범위는 유네스코 무형문화유산보호협약에 의거한다. “무형문화유산이라 함은 공동체와 집단,때로는 개인이 자신의 문화유산의 일부로 보는 관습, 표상, 표현, 지식, 기술 및 이와 관련한 도구, 물품, 공예품 및 문화공간을 말한다.” (유네스코 무형문화유산보호협약 2조1항)
1. 무형문화유산은 세대 간에 전승되어 온 전승성과 현재에도 공동체가 가지고 있는 현존성을 중시한다.
2. 사라져가는 무형문화유산의 보호와 전승 방안을 제안하고 국가정책 수립을 위한 기초자료를 제공한다.
3. 열린 지식공동체를 추구하기 위해서 일반인들의 접근과 이용이 쉽도록 온라인 시스템을 구축한다.
4. 웹을 기반으로 한 무형문화유산 Initiative를 선포한다.
5. 전승주체와 조사ㆍ수집자의 지적재산권을 모두 보호한다.
6. ICHPEDIA의 자료는 비영리목적으로 사용할 수 있으며 원작자를 표기하고 복제, 배포, 전송, 전시, 공연 및 방송을 할 수 있다.

## 참고 문헌
1. 무형문화조사사업의 의미와 아리랑유산 지정, Retrieved April 6, 2013
2. Online Tools Boost Inventorying in Central Asia, ISSN 2234-2117, VOL.12, Retrieved April 6, 2013
3. 무형문화유산의 디지털 아카이브와 저작권
4. 무형문화유산 자원조사연구[깨진 링크(과거 내용 찾기)]
5. ICHPEDIA, a case study in community engagement in the safeguarding of ICH online 보관됨 2016-10-07 - 웨이백 머신, International Journal of Intangible Heritage, VOL.9 (2014) pp. 70–82